# Neastacilla tristanica
Neastacilla tristanica är en kräftdjursart som beskrevs av Sivertsen och Lipke Bijdeley Holthuis 1980. Neastacilla tristanica ingår i släktet Neastacilla och familjen Arcturidae. Inga underarter finns listade i Catalogue of Life.